# ATP World Tour Finals 2010
L'ATP World Tour Finals 2010 (chiamato anche Barclays ATP World Tour Finals 2010 per motivi di sponsorizzazione) è stato un torneo di tennis che si è disputato a Londra, nel Regno Unito, dal 21 al 28 novembre 2010 sul campo di cemento indoor dell'O2 Arena. È stato l'evento conclusivo dell'ATP World Tour 2010, a cui hanno partecipato i primi 8 giocatori della classifica ATP sia di singolare che di doppio. Si è trattata della 41ª edizione per quanto riguarda il torneo di singolare e della 36ª per quanto riguarda quello di doppio.

## Qualificazioni

### Regolamento[2]
Gli 8 giocatori che hanno accumulato il maggior numero di punti validi nei tornei del Grande Slam, dell'ATP World Tour 2010 e nella Coppa Davis 2010 ottengono la qualificazione per il torneo. I punti validi comprendono tutti quelli ottenuti nel 2010, più quelli derivati dalla finale di Coppa Davis 2009 e da tutti i tornei Challenger disputati dopo l'ATP World Tour Finals 2009.
Per qualificarsi, un giocatore che ha terminato la stagione 2009 fra i primi 30 deve partecipare ai quattro tornei Slam e ad otto tornei ATP World Tour Masters 1000 nel corso del 2010. Inoltre vengono conteggiati per la classifica i suoi 4 migliori risultati nei tornei ATP World Tour 500 series e i migliori 2 nei tornei ATP World Tour 250 series. Ai giocatori che non parteciperanno ad uno di questi eventi vengono conteggiati 0 punti per il torneo. Il Monte Carlo Masters è diventato facoltativo dal 2009, e se un giocatore decide di parteciparvi il risultato sarà conteggiato come uno dei 4 tornei 500. La Coppa Davis viene anch'essa conteggiata come un torneo 500, se il giocatore non avrà disputato un numero sufficiente di tornei di questa fascia, e se non avrà ottenuto risultati migliori nei 250 o nei Challenger. Il World Team Championships viene conteggiato come torneo 250, se il giocatore non ha disputato abbastanza tornei di questa fascia. Se il giocatore (ad esempio per infortunio) non può partecipare ai tornei prestabiliti, nei 18 tornei validi per la classifica vengono conteggiati i risultati migliori nei tornei 250 o Challenger.
Un giocatore che è impossibilitato a partecipare ai tornei a causa di un infortunio, non riceve alcuna penalità. L'ATP World Tour Finals 2010 conterà come un 19º torneo aggiuntivo nella classifica degli otto qualificati.

### Singolare
| Qualificati | Qualificati     | Qualificati            | Qualificati | Qualificati |
| Nº          | Giocatore       | Data di qualificazione | Punti       |             |
| ----------- | --------------- | ---------------------- | ----------- | ----------- |
| 1           | Rafael Nadal    | 7 giugno               | 11.450      |             |
| 2           | Roger Federer   | 30 agosto              | 7.645       |             |
| 3           | Novak Đoković   | 9 ottobre              | 5.635       |             |
| 4           | Robin Söderling | 23 ottobre             | 5.380       |             |
| 5           | Andy Murray     | 14 ottobre             | 5.360       |             |
| 6           | Tomáš Berdych   | 11 novembre            | 3.755       |             |
| 7           | David Ferrer    | 11 novembre            | 3.735       |             |
| 8           | Andy Roddick    | 11 novembre            | 3.665       |             |

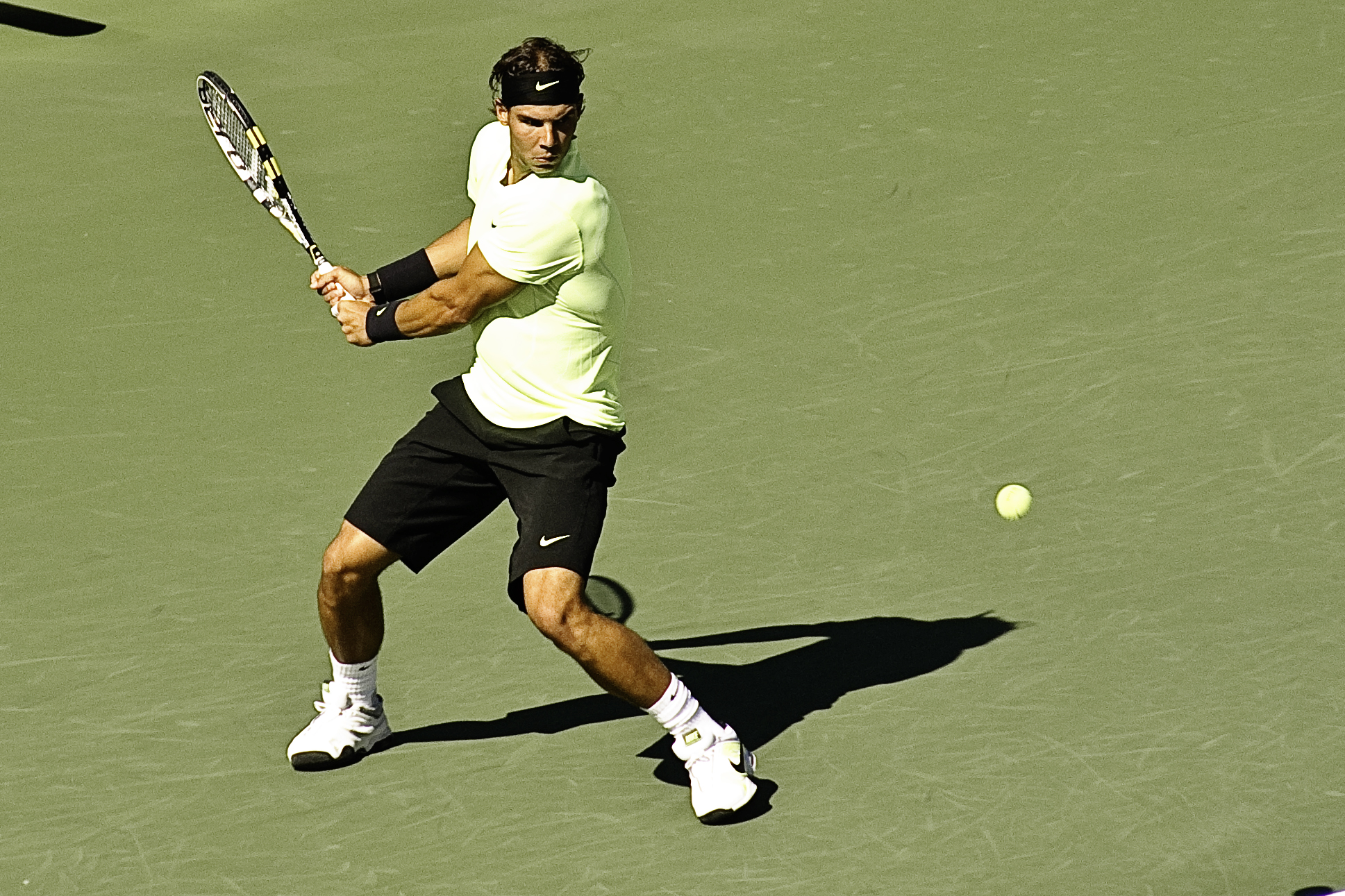
Rafael Nadal ha completato il Career Golden Slam nel 2010

Il 7 giugno vincendo per la 5ª volta il Roland Garros Rafael Nadal è stato il 1º a qualificarsi per il Masters di fine anno.
Rafael Nadal ha vinto 7 titoli durante l'anno, più di qualunque altro giocatore durante il tour del 2010. Nadal ha iniziato l'anno raggiungendo la finale del Qatar ExxonMobil Open e perdendo contro Nikolaj Davydenko per 0-6, 7–6(8), 6-4. Agli Australian Open ha perso nei quarti di finale contro Andy Murray. Nadal ha vinto il suo primo titolo dell'anno e il suo primo da 11 mesi al Masters di Monte-Carlo, dove ha sconfitto in finale Fernando Verdasco per 6-0, 6-1. Questo è stato il suo sesto titolo consecutivo a Monte Carlo. Ha poi continuato a vincere i 3 successivi tornei, raccogliendo 24 vittorie consecutive. Ha vinto gli Internazionali d'Italia, quinto titolo a Roma, sconfiggendo in finale il connazionale David Ferrer per 7-5, 6-2. Nadal ha vinto il torneo di casa del Madrid Open, per la prima volta, vendicando la sconfitta 2009 sconfiggendo Roger Federer col punteggio di 6-4, 7–6(5). Nadal ha vinto anche gli Open di Francia, vincendo per la quinta volta il titolo e vendicando la sua sconfitta contro Robin Söderling dell'anno prima. Söderling ha perso per 6-4, 6-2, 6-4, con questa vittoria Nadal ha anche recuperato il nº 1 della classifica mondiale ai danni di Roger Federer. La striscia vincente di Nadal è stato interrotta dal connazionale Feliciano López nei quarti di finale del torneo del Queen's perdendo per 7–6(5), 6-4. Nadal ha vinto anche a Wimbledon, dove ha sconfitto in finale Tomáš Berdych per 6-3, 7-5, 6-4 conquistando il suo secondo titolo e il suo primo "Old World Triple". Nadal ha poi completato il Career Golden Slam, con la sua prima vittoria agli US Open contro Novak Đoković battuto per 6-4, 5-7, 6-4, 6-2 dopo che la pioggia aveva rimandato la finale. Nadal ha conquistato anche il Japan Open battendo in finale Gaël Monfils per 6-1, 7-5. Lo spagnolo non ha partecipato all'ultimo Masters della stagione, il Paris Masters, a causa di un infortunio alla spalla. Questa è la sua quarta partecipazione al Masters dove ha raggiunto la semifinale due volte: nel 2006 e nel 2007. Nel 2008 non ha partecipato.

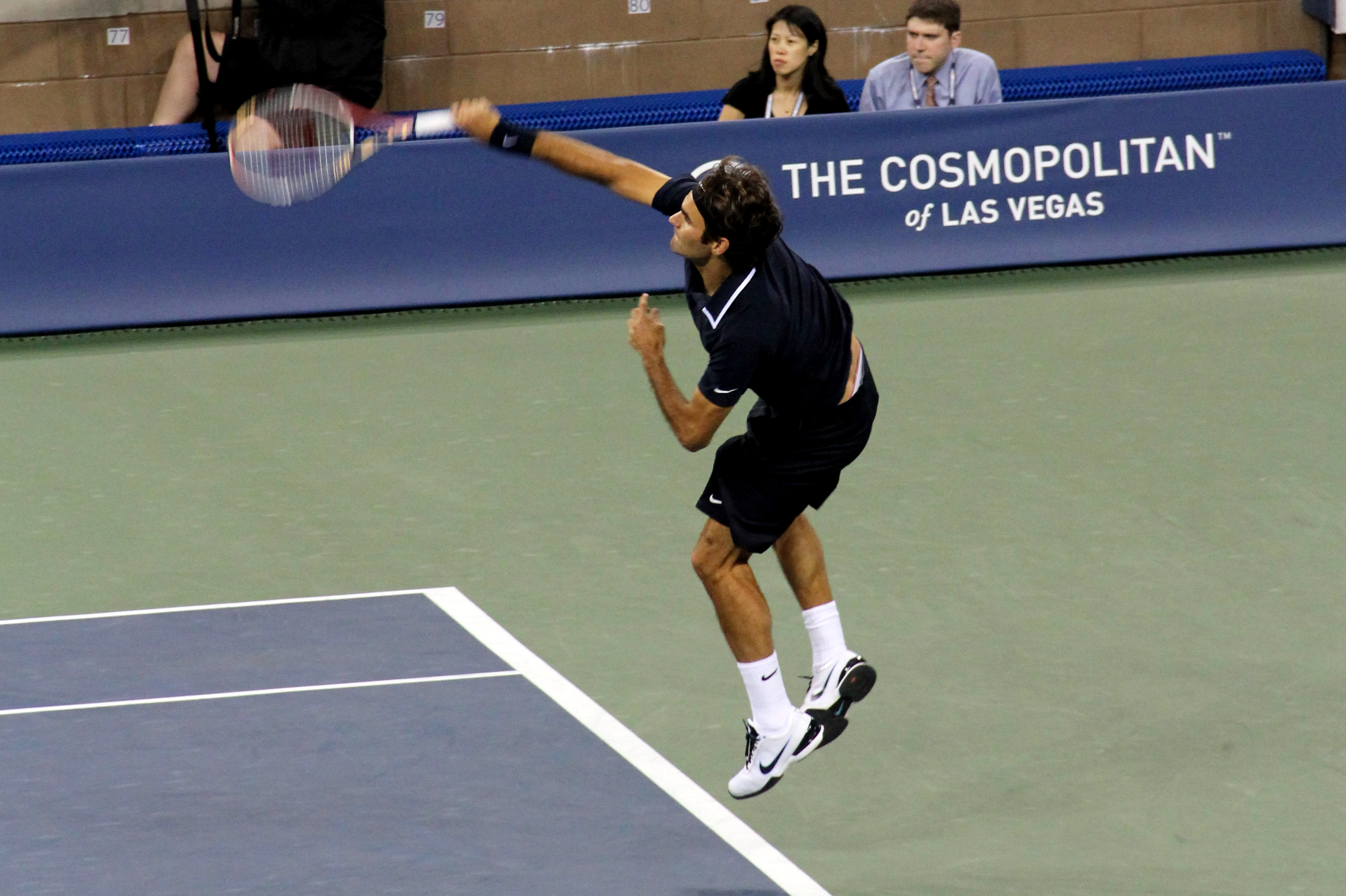
Roger Federer è sceso al 2º posto della classifica mondiale

Il 30 agosto vincendo contro Brian Dabul nel 1º turno degli US Open ha raggiunto la qualificazione per il Masters.
Roger Federer ha iniziato l'anno vincendo l'Australian Open, il suo sedicesimo titolo del Slam battendo in finale Andy Murray per 6-3, 6-4, 7–6(11). Federer non ha raggiunto una finale fino al Madrid Open, dove era il campione in carica ma ha perso nella rivincita della finale del 2009 contro Rafael Nadal per 6-4, 7–6(5).  Nel secondo Slam stagionale, il Roland Garros, non è riuscito a difendere il titolo conquistato l'anno precedente, venendo sconfitto nei quarti di finale dallo svedese Robin Söderling in quattro set, 3-6, 6-3, 7-5, 6-4. Questa sconfitta costa a Federer la prima posizione del ranking mondiale a favore di  Rafael Nadal.
Federer è stato battuto nelle successive due finali che ha raggiunto: al Halle Open e al Canadian Open perdendo contro Lleyton Hewitt 3-6, 7–6(4), 6-4, che pone fine alla striscia di 15 vittorie consecutive dello svizzero negli scontri diretti e contro Andy Murray per 7-5, 7-5. Federer ha poi difeso il titolo nel Masters di Cincinnati, battendo l'americano Mardy Fish per 6(5)–7, 7-6(1), 6-4. Ha poi raggiunto la sua quarta finale ai Masters 1000 nel Masters di Shanghai dove ha perso contro Andy Murray per 6-3, 6-2. Federer ha vinto il suo terzo titolo dell'anno nello Stockholm Open sconfiggendo in finale Florian Mayer per 6-4, 6-3 ed eguagliando così Pete Sampras con 64 titolo vinti in carriera. Federer ha poi superato l'americano vincendo il suo 65º titolo della carriera nel Davidoff Swiss Indoors superando in finale Novak Đoković per 6-4, 3-6, 6-1. Questo titolo lo colloca in quarta posizione nell'elenco di tutti i tempi. Federer ha raggiunto le semifinali degli US Open e, come campione in carica, ha perso nei quarti di finale a Wimbledon e al Roland Garros. Durante l'Open di Francia, Federer ha vinto la sua 700ª partita dell'ATP Tour e la sua 150ª sulla terra rossa. Mentre a Wimbledon Federer ha registrato la sua 200ª vittoria in un torneo del Grande Slam. Federer ha vinto il Masters 4 volte: nel 2003, 2004, 2006 e 2007. Questa è la sua nona apparizione alla manifestazione.

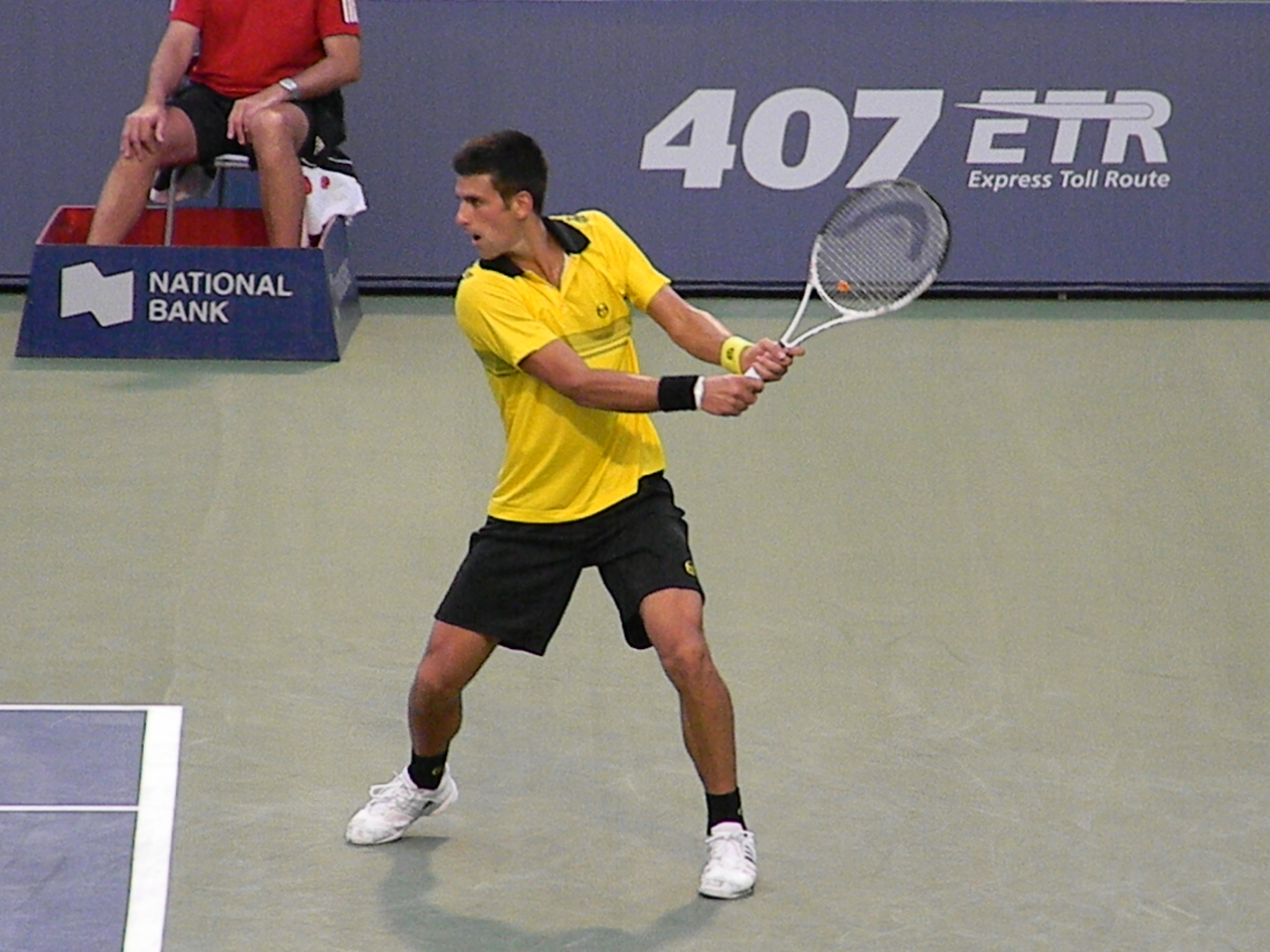
Novak Đoković ha vinto il torneo nel 2008

Il 9 ottobre raggiungendo la semifinale al Masters di Shanghai ha ottenuto la qualificazione per il Masters.
Novak Đoković ha raggiunto il no. 2 della classifica mondiale, dopo l'Australian Open. Đoković ha difeso il titolo per la prima volta al Barclays Dubai Tennis Championships sconfiggendo Michail Južnyj per 7-5, 5-7, 6-3. Il serbo ha avuto problemi prima con il suo servizio e poi con la sua salute, durante la stagione sulla terra rossa e sull'erba. Đoković ha raggiunto la sua prima finale in torneo del Grande Slam dopo la vittoria degli Australian Open 2008 agli US Open. Đoković ha sconfitto Roger Federer nella semifinale con il punteggio di 5-7, 6-1, 5-7, 6-2, 7-5, salvando due match point sul 5-4 contro il suo servizio nel set finale. In finale Đoković ha perso contro Rafael Nadal in quattro set 6-4, 5-6, 6-4, 6-2. Đoković è andato a vincere il suo secondo titolo dell'anno al China Open sconfiggendo in finale David Ferrer 6-2, 6-4. Al Davidoff Swiss Indoors, da campione in carica, ha raggiunto la finale ma ha perso contro Roger Federer 4-6, 6-3, 1-6. Nei tornei del Grande Slam, il serbo è riuscito a raggiungere i quarti di Finale sia agli Australian Open che all'Open di Francia, e le semifinali al Torneo di Wimbledon. È stato membro della squadra serba di Coppa Davis, con la quale ha vinto tutte le sue cinque partite disputate permettendo alla Serbia di raggiungere la prima finale di Coppa Davis. Đoković è alla sua quarta partecipazione al Masters, dopo aver vinto nel 2008.

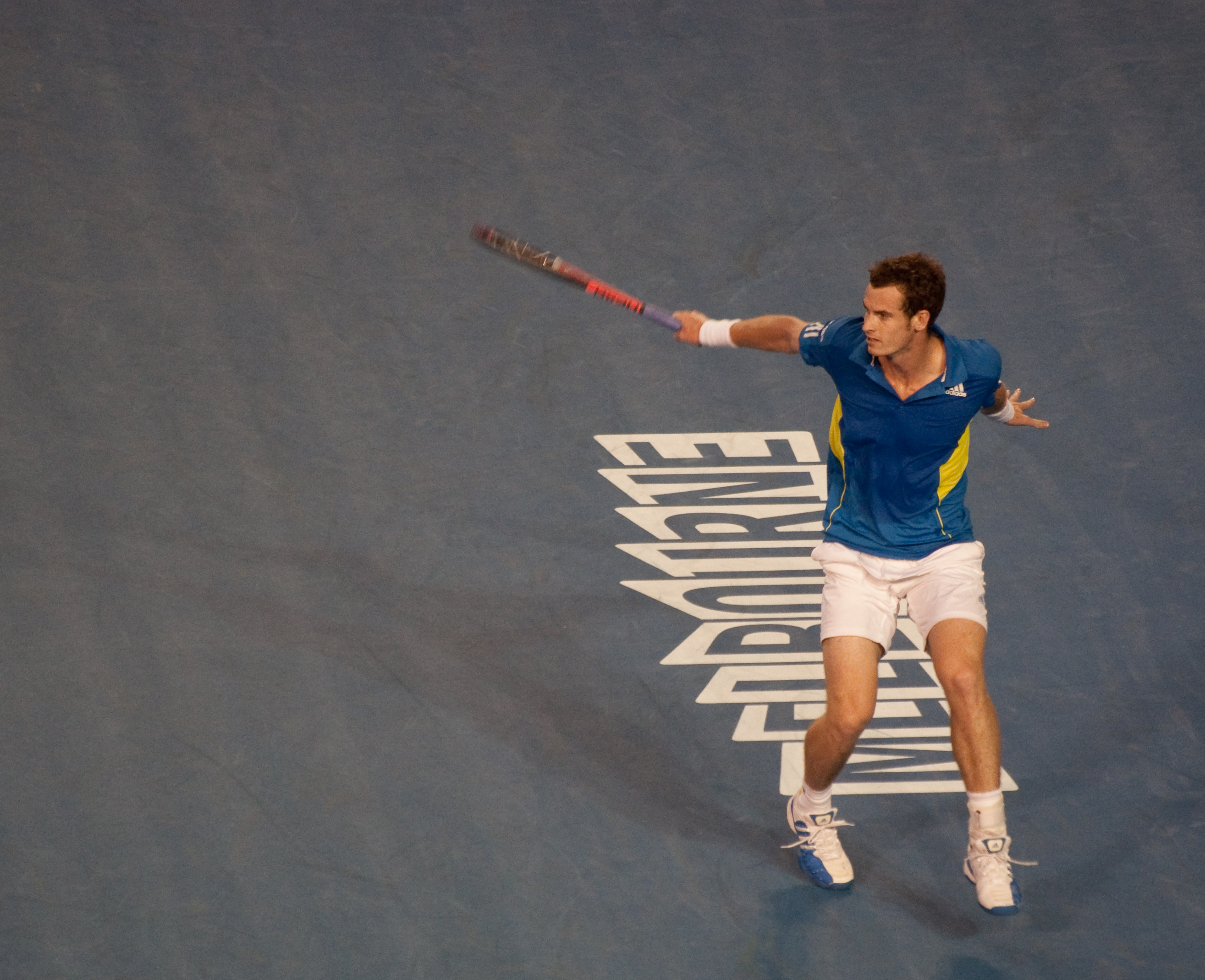
Andy Murray nella finale dell'Australian Open

Il 13 ottobre raggiungendo il 3º turno al Masters di Shanghai Murray si è qualifato per il Masters di fine anno.
Andy Murray ha iniziato l'anno, raggiungendo la sua seconda finale in uno Slam agli Australian Open, dove ha sconfitto Rafael Nadal nei quarti di finale, ma ha perso contro Roger Federer in finale per 6-3, 6-4, 7–6(11). Dopo la sconfitta contro Federer, Murray ha avuto un brutto periodo e una pessima forma raggiungendo solo 2 quarti di finale in otto tornei. Tuttavia, Murray ha raggiunto al torneo di Wimbledon le semifinali perdendo contro Rafael Nadal per 6-4, 7–6(6), 6-4. Lo scozzese ha poi raggiunto la finale nel Farmers Classic, ma è stato sconfitto in finale dall'americano Sam Querrey per 5-7, 7–6(2), 6-3. Murray ha vinto il suo primo titolo dell'anno al Canadian Open dove era il campione in carica, sconfiggendo in finale Roger Federer 7-5, 7-5. Murray ha battuto in finale ancora Roger Federer per 6-3, 6-2 vincendo il suo secondo titolo nel corso dell'anno al Masters di Shanghai. Nei tornei del Slam, Andy è uscito subito al Roland Garros e agli US Open, rispettivamente nel quarto e terzo turno. Questa è la sua terza apparizione al Masters dove ha raggiunto le semifinali nel 2008.

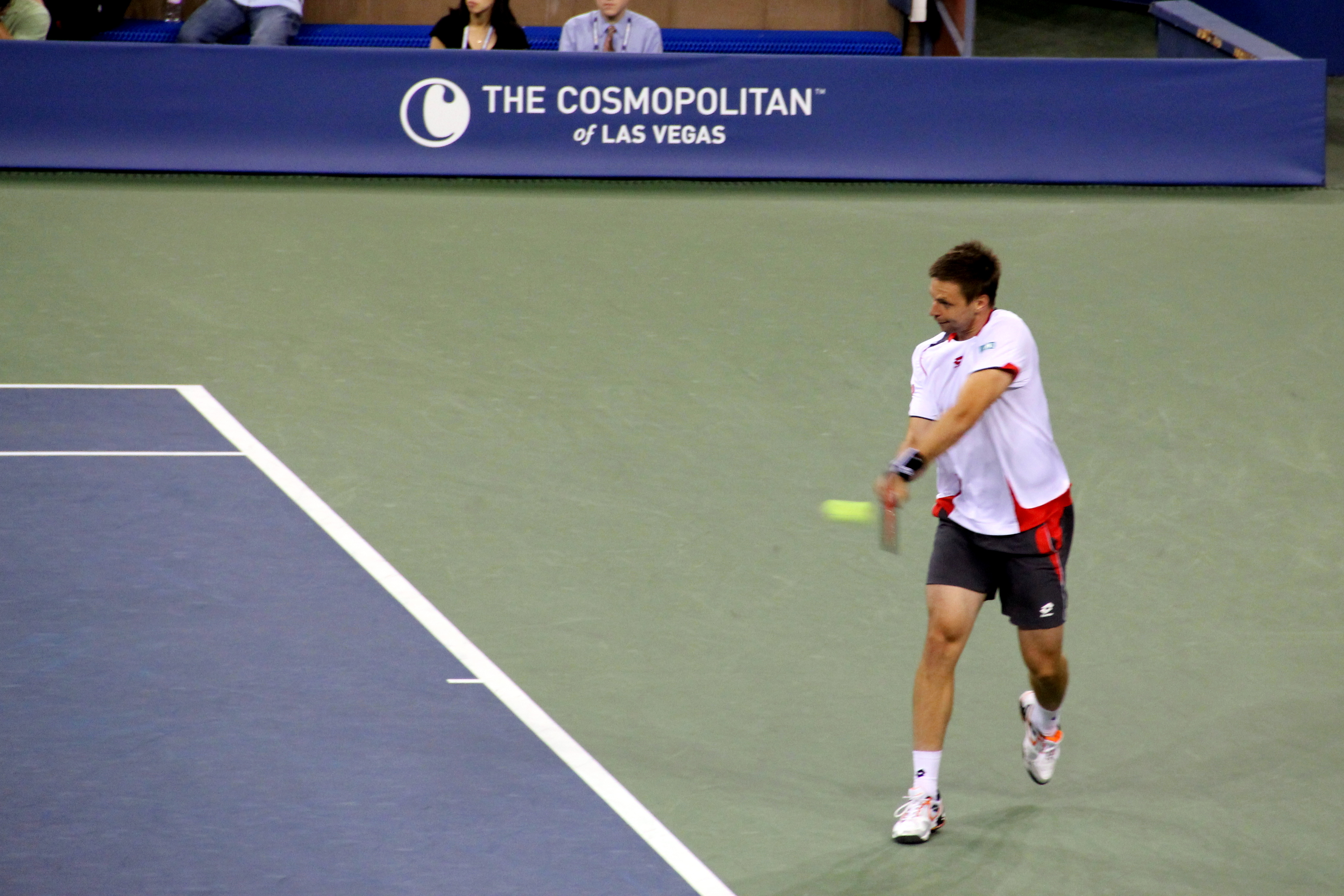
Robin Söderling ha vinto il Paris Masters

Il 23 ottobre raggiungendo i quarti di finale nello Stockholm Open Söderling si è qualificato per il Masters.
Robin Söderling ha vinto il suo primo titolo della serie 500 al Rotterdam Open battendo Michail Južnyj che si è ritirato sul punteggio di 6-4, 2-0 a causa di un infortunio al bicipite femorale destro. Ha poi raggiunto la finale del Barcelona Open Banco Sabadell perdendo in finale contro Fernando Verdasco 6-3, 4-6, 6-3. Agli Open di Francia, Söderling ha sconfitto Roger Federer nei quarti di finale con il punteggio di 3-6, 6-3, 7-5, 6-4. Egli ha poi raggiunto la finale per il secondo anno consecutivo, ma ha perso contro Rafael Nadal per 6-4, 6-2, 6-4. Ha raggiunto la sua quarta finale dell'anno nel torneo di svedese dello Swedish Open, dove era il campione in carica ma ha perso in finale contro Nicolás Almagro per 5-7, 6-3, 2-6. Negli altri Slam ha raggiunto i quarti di finale del Torneo di Wimbledon e agli US Open, e il primo turno agli Australian Open. Ha anche raggiunto le semifinali al Indian Wells Open, al Miami Open e all'Open di Valencia. A metà novembre ha vinto il Paris Masters battendo Gaël Monfils per 6-1, 7-6(1) raggiungendo il suo best ranking: il 4º posto. Questa è la sua seconda apparizione al Masters.

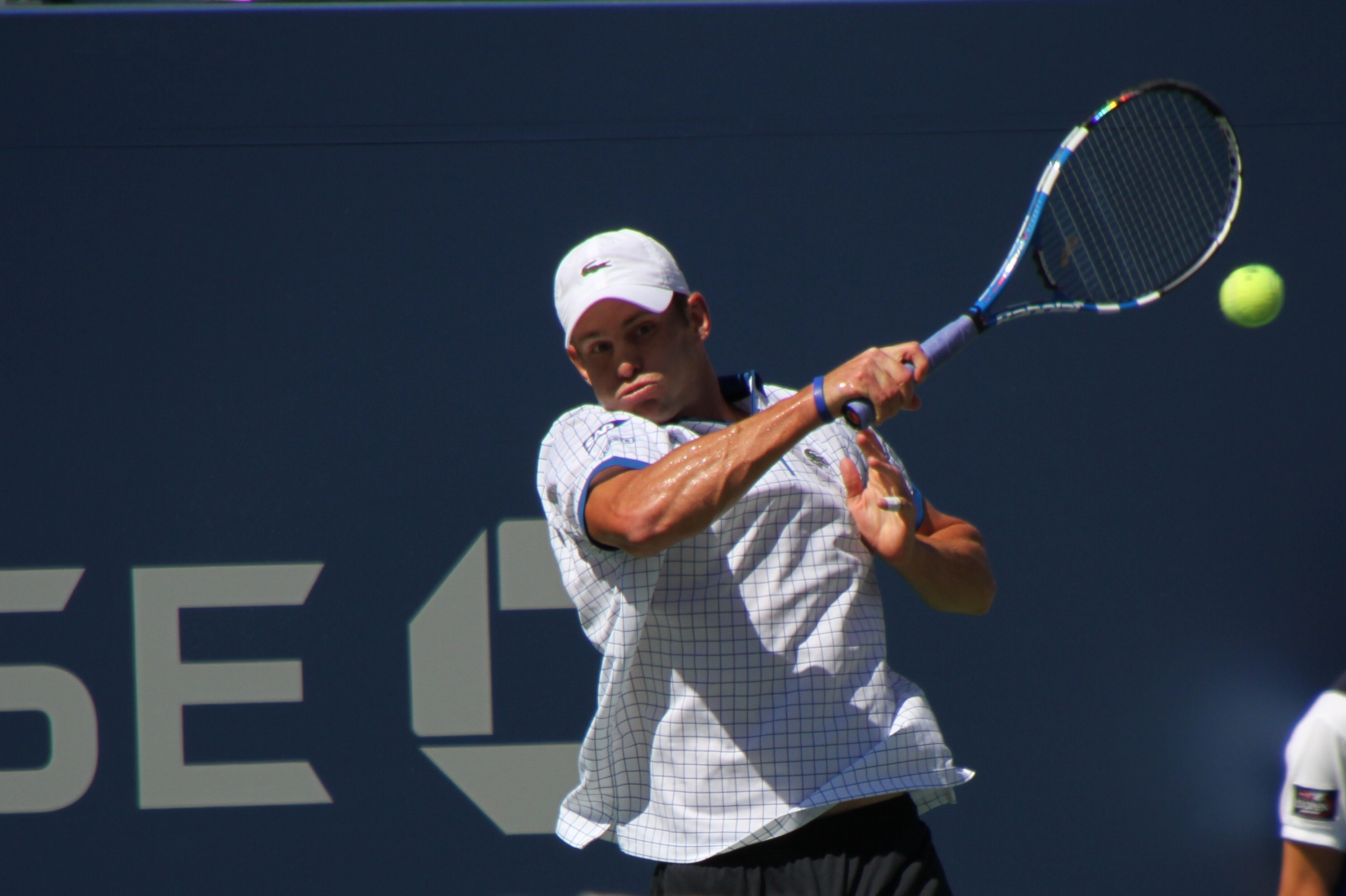
Andy Roddick è alla sua ottava partecipazione al Masters di fine anno

L'11 novembre Roddick ha raggiunto la qualificazione per il Masters.
Andy Roddick ha iniziato l'anno in forma perfetta, vincendo il Brisbane International battendo in finale Radek Štěpánek per 7–6(2), 7–6(7). La stagione 2010 è stata la sua decima stagione consecutiva in cui ha vinto almeno un titolo ATP. Ha poi raggiunto la finale del SAP Open di San Jose, ma ha perso contro Fernando Verdasco per 3-6, 6-4, 6-4. Ha poi raggiunto la finale del Indian Wells Open, la sua prima finale in un Masters quando ha vinto il Cincinnati Masters 2006, ma ha perso contro il croato Ivan Ljubičić per 7–6(3), 7–6(5). Tuttavia, al Miami, Roddick ha vinto dopo aver battuto in semifinale Rafael Nadal per 4-6, 6-3, 6-3 e in finale Tomáš Berdych per 7-5, 6-4, conquistando il suo quinto Masters 1000 della carriera.  Nei torneo dello Slam non è stato in grado di andare nelle fasi finali dei tornei: ha raggiunto il secondo turno agli US Open, il terzo turno agli Open di Francia, il quarto turno al Torneo di Wimbledon e i quarti di finale agli Australian Open. Altri risultati degni di nota della stagione 2010 sono stati la semifinale del Torneo Master 1000 di Cincinnati, i quarti di finale al Master 1000 di Parigi-Bercy, e la semifinale al Torneo ATP 500 di Basilea. Roddick si è qualificato per l'ottavo anno consecutivo al Masters dove ha raggiunto le semifinali nel 2003, 2004 e 2007.

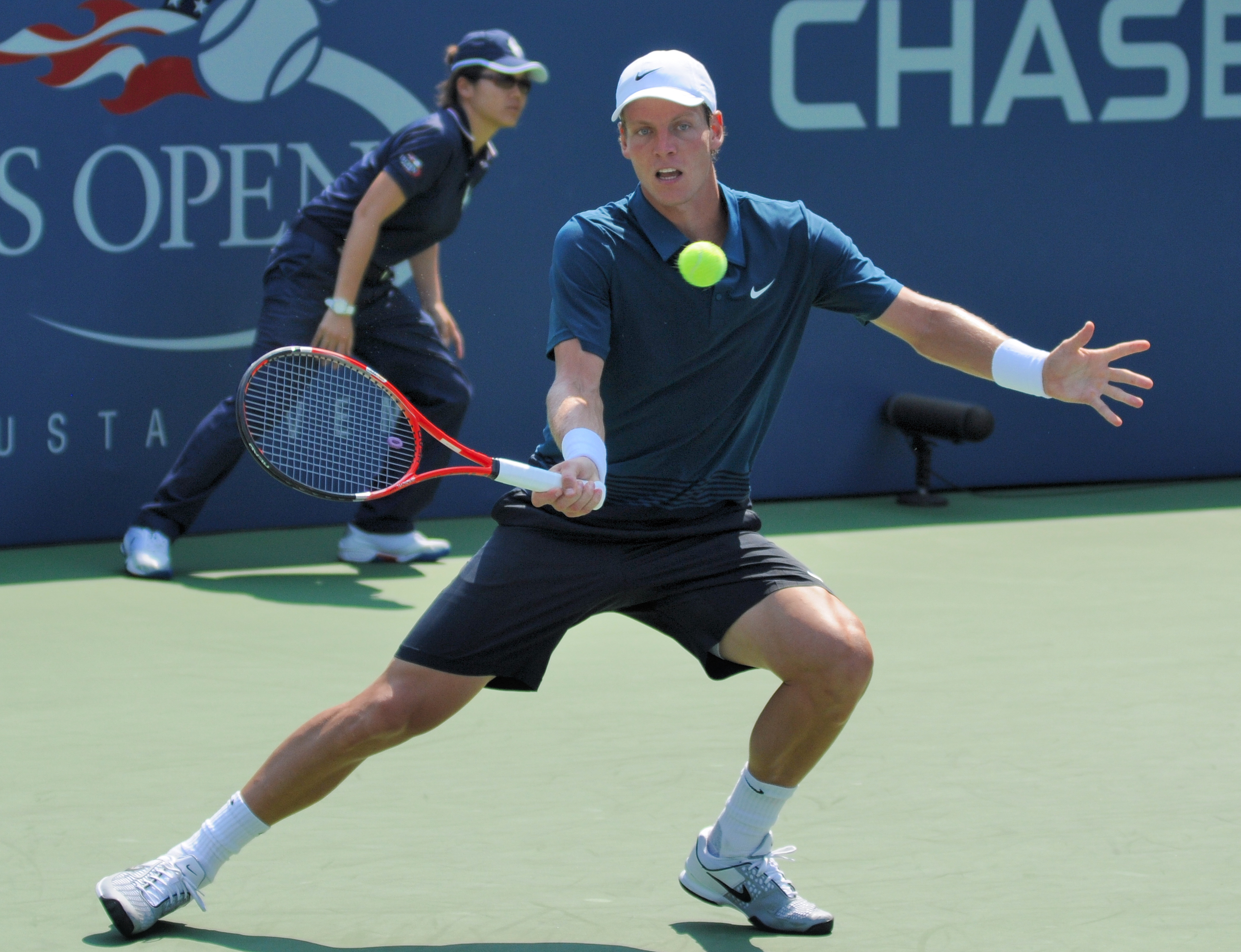
Tomáš Berdych è la rivelazione del 2010

Tomáš Berdych ha raggiunto il suo best ranking di numero 6 del mondo in grande ascesa rispetto alla stagione precedente.. Anche se Berdych è l'unico giocatore tra gli otto a non aver mai vinto un torneo nel corso dell'anno, ha conseguito ottimi risultati nei tornei del Slam. Berdych è stato in grado di raggiungere la prima semifinale agli Open di Francia perdendo contro Robin Söderling dopo aver vinto contro Andy Murray negli ottavi di finale. Al Torneo di Wimbledon ha battuto il nº 2 del mondo Roger Federer per 6-4, 3-6, 6-1, 6-4 nei quarti di finale e il nº 3 del mondo Novak Đoković per 6-3, 7-6, 6-3 in semifinale, per raggiungere così la prima finale sull'erba londinese, dove ha perso contro il nº 1 del mondo Rafael Nadal per 6-3, 7-5, 6-4. Berdych è stato in grado di raggiungere la finale al Miami Open dove ha perso contro l'americano Andy Roddick per 7-5, 6-4. Il ceco ha perso al primo turno degli US Open e al secondo turno degli Australian Open. Berdych è anche l'unico esordiente del torneo.

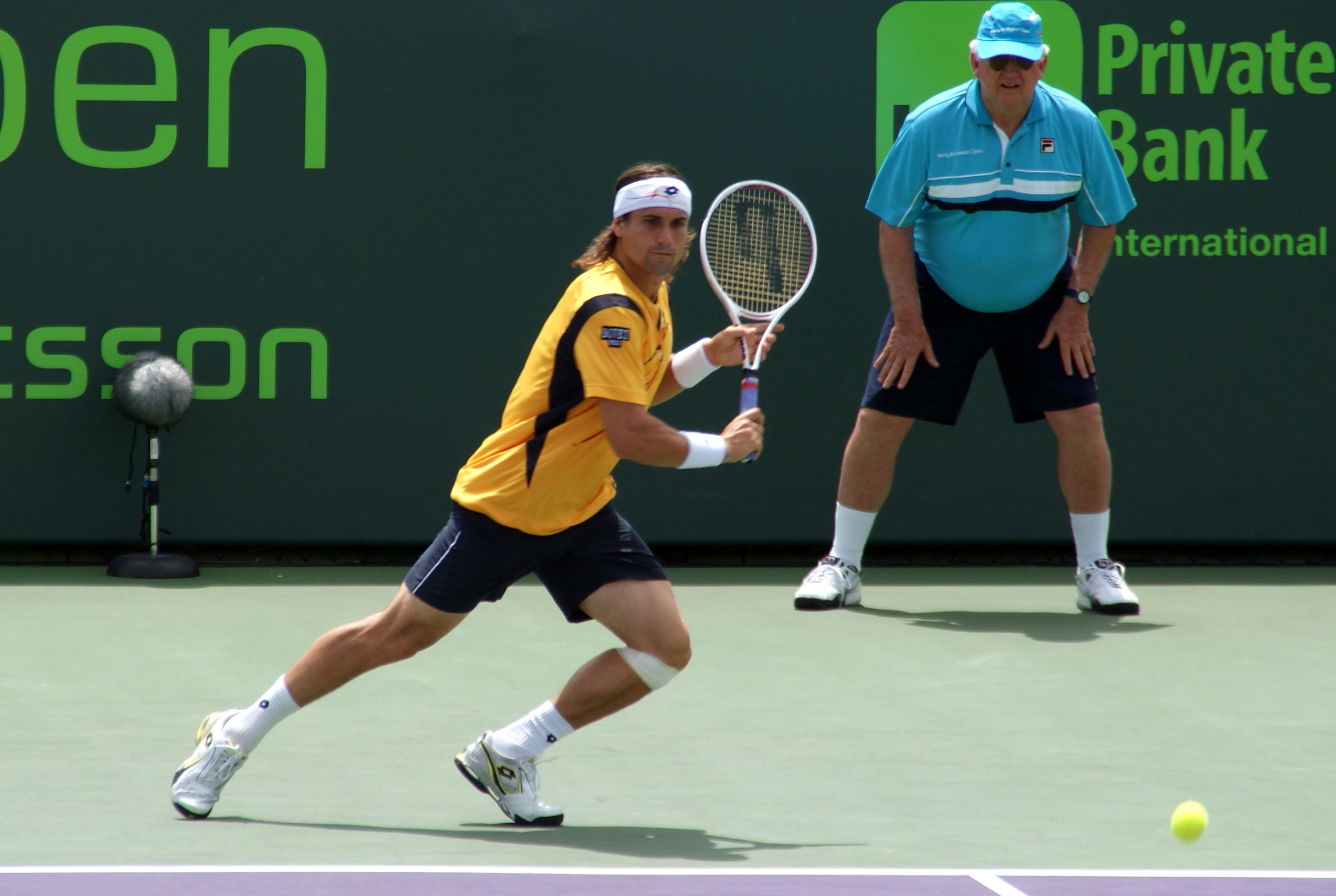
David Ferrer partecipa al Masters per la 2ª volta

David Ferrer ha avuto una rinascita quest'anno tornando nella top 10 dopo 2 anni. Ferrer è riuscito a vincere due titoli entrambi della categoria 500. Il suo primo è stato il Abierto Mexicano de Tenis dove ha sconfitto in finale il connazionale Juan Carlos Ferrero per 6-3, 3-6, 6-1 e nel Valencia 500 battendo il finalista a sorpresa Marcel Granollers per 7-5, 6-3. Ferrer ha raggiunto la sua prima finale in un Masters 1000 agli Internazionali d'Italia perdendo contro il campione in carica Rafael Nadal per 7-5, 6-2. Ferrer è stato anche in grado di raggiungere altre due finali al Copa Telmex perdendo contro Juan Carlos Ferrero per 5-7, 6-4, 6-3 e la finale nel China Open, stavolta perdendo contro la testa di serie Novak Đoković 6-4, 6-2. Ferrer è stato anche in grado di raggiungere le semifinali del Monte-Carlo Masters, del Barcelona Open e del Madrid Open. Nei torneo dello Slam è stato in grado di raggiungere il quarto turno del Torneo di Wimbledon e agli US Open, il terzo turno degli Open di Francia e il secondo turno degli Australian Open. Ferrer partecipa per la 2ª volta al torneo di fine anno dopo aver raggiunto la finale nel 2007.

### Doppio
| Qualificati (13 novembre 2010) | Qualificati (13 novembre 2010)       | Qualificati (13 novembre 2010) | Qualificati (13 novembre 2010) | Qualificati (13 novembre 2010) |
| Nº                             | Giocatori                            | Data di qualificazione         | Punti                          |                                |
| ------------------------------ | ------------------------------------ | ------------------------------ | ------------------------------ | ------------------------------ |
| 1                              | Bob Bryan Mike Bryan                 | 30 agosto                      | 11.280                         |                                |
| 2                              | Daniel Nestor Nenad Zimonjić         | 30 agosto                      | 8.415                          |                                |
| 3                              | Lukáš Dlouhý Leander Paes            | 23 ottobre                     | 4.195                          |                                |
| 4                              | Łukasz Kubot Oliver Marach           | 10 novembre                    | 3.735                          |                                |
| 5                              | Mariusz Fyrstenberg Marcin Matkowski | 11 novembre                    | 3.520                          |                                |
| 6                              | Mahesh Bhupathi Maks Mirny           | 11 novembre                    | 3.450                          |                                |
| 7                              | Wesley Moodie Dick Norman            | 13 novembre                    | 3.375                          |                                |
| 11                             | Jürgen Melzer Philipp Petzschner     | 14 settembre                   | 2.745                          |                                |

Il 30 agosto, le prime due squadre a qualificarsi sono state quella dei campioni in carica dei fratelli Bob Bryan e Mike Bryan e i campioni del 2008, Daniel Nestor e Nenad Zimonjić.
Bob Bryan e Mike Bryan hanno cominciato l'anno difendendo il titolo agli Australian Open sconfiggendo la coppia formata da Nestor e Zimonjic per 6-3, 6(5)–7, 6-3. Hanno anche difeso il titolo nei successivi due tornei: i Delray Beach International Tennis Championships e lo U.S. Men's Clay Court Championships battendo rispettivamente in finale Philipp Marx e Igor Zelenay per 6-3, 7–6(3) e Stephen Huss e Wesley Moodie per 6-3, 7-5. Hanno inoltre vinto i Masters 1000 degli Internazionali d'Italia 2010 sconfiggendo i compatrioti John Isner e Sam Querrey e del Madrid Open contro Nestor e Zimonjic. Poi hanno fatto una buona corsa alle US Open Series vincendo il Farmers Classic battendo in finale Eric Butorac e Jean-Julien Rojer per 6(6)–7, 6-2, [10-7]. Hanno poi vinto i 3 successivi tornei: il Canadian Open battendo 7-5, 6-3 Benneteau e Llodra, il Cincinnati Masters battendo 6-3, 6-4 su Bhupathi e Mirnyi e l'ultimo Slam dell'anno, gli US Open sconfiggendo la squadra asiatica formata da Rohan Bopanna e Aisam-ul-Haq Qureshi per 7–6(5), 7–6(4). Hanno poi vinto il 10º e l'11º titolo al China Open sconfiggendo Fyrstenberg e Matkowski per 6-1, 7–6(5) [63] e al Swiss Indoors, ancora una volta sconfitto contro Zimonjic e Nestor per 6-3, 3-6, [10-3].
Daniel Nestor e Nenad Zimonjić hanno iniziato l'anno vincendo il Sydney International sconfiggendo in finale Ross Hutchins e Jordan Kerr per 6-3, 7–6(5). Hanno inoltre vinto l'ABN AMRO World Tennis Tournament superando Simon Aspelin e Paul Hanley per 6-4, 4-6, [10-7]. Hanno avuto una buona stagione nei tornei europei giocati sulla terra rossa vincendo tre titoli: il Monte-Carlo Masters sconfiggendo Bhupathi e Mirnyi che si sono ritirati sul punteggio di 6-3, 2-0, il Barcelona Open battendo Hewitt e Knowles per 4-6, 6 -3, [10-6] e gli Open di Francia battendo Dlouhý e Paes per 7-5, 6-2. Hanno vinto il loro sesto titolo dell'anno al Vienna Open contro il team polacco formato da Fyrstenberg e Matkowski per 7-5, 3-6, [10-5]. Hanno raggiunto la finale del Indian Wells Open perdendo contro López e Nadal per 7–6(8), 6-3. Hanno anche raggiunto la finale degli Australian Open, del Madrid Open e del Swiss Indoors tutte perse contro i fratelli Bryan. Hanno annunciato che questo è il loro ultimo torneo che giocano insieme.
Il 14 settembre, Jürgen Melzer e Philipp Petzschner si sono qualificati dopo che la squadra formata da Rohan Bopanna e Aisam-ul-Haq Qureshi non è riuscita a vincere gli US Open.
Jürgen Melzer e Philipp Petzschner hanno giocato insieme per la prima volta quest'anno. Insieme hanno vinto due titoli: il Zagreb Indoors contro Clément e Rochus battuti per 3-6, 6-3, [10-8] [72] e il Torneo di Wimbledon battendo Lindstedt e Tecau per 6-1, 7-5, 7-5. Questo è il primo titolo del Grande Slam sia per Melzer che per Petzschner. Petzschner anche raggiunto la finale dello Stuttgart Open con Christopher Kas e ha perso contro Berlocq e Schwank in due tie-break. Melzer d'altra parte ha raggiunto due finali, vincendo la Masters di Shanghai con Leander Paes sconfiggendo Fyrstenberg e Matkowski per 7-5, 4-6, [10-5], e perdendo nel Thailand Open con Jonathan Erlich contro Kas e Troicki per 6-4, 6-4.
Il 23 ottobre, la squadra di Lukas Dlouhý e Leander Paes è stata la 4ª a qualificarsi per il Masters.
Lukáš Dlouhý e Leander Paes hanno vinto solo un titolo nel corso dell'anno: il Miami Open, dove hanno sconfitto in finale Bhupathi e Mirnyi per 6-2, 7-5. Essi hanno inoltre raggiunto altre quattro finali, ma tutte per: al Brisbane International perdendo contro Chardy e Gicquel per 6-3, 7–6(5), nel Dubai Tennis Championships contro Aspelin e Hanley per 6-2, 6-3, presso gli Open di Francia, contro i campioni uscenti Nestor e Zimonjic per 7-5, 6-2 e nell'erba dell'Rosmalen Open contro Lindstedt e Tecau per 1-6, 7-5, [10-7].
Il 10 novembre la squadra formata da Łukasz Kubot e Oliver Marach è stata la quinta a qualificarsi.
Łukasz Kubot e Oliver Marach hanno vinto due titoli quest'anno: uno sulla terra del Movistar Open dove hanno sconfitto Starace e Zeballos per 6-4, 6-0 e al Abierto Mexicano de Tenis contro Fognini e Starace per 6-0, 6-0. Essi hanno anche raggiunto la finale del Brasil Open perdendo contro Cuevas e Granollers per 7-5, 6-4. Marach ha anche vinto un titolo con Santiago Ventura: gli Internazionali di Baviera contro Butorac e Kohlmann battuti per 5-7, 6-3, [16-14]. Kubot ha anche vinto un titolo con Juan Ignacio Chela: il Romanian Open sconfiggendo Granollers e Ventura per 6-2, 5-7, [13-11].
L'11 novembre, il team polacco formato da Mariusz Fyrstenberg e Marcin Matkowski e la squadra di Mahesh Bhupathi e Maks Mirny si sono qualificate per il Masters.
Mariusz Fyrstenberg e Marcin Matkowski sono entrati nella top 10 della classifica di doppio e hanno vinto anche un titolo all'Eastbourne International battendo il team britannico di Fleming e Skupski per 6-3, 5-7, [10-8]. Avevano ottenuto una buona prestazione dopo gli US Open raggiungendo quattro finali ma tutte perse: al Malaysian Open contro Cermak e Mertinak per 7–6(3), 7–6(5), al China Open contro i Bryan per 6-1, 7–6(5), al Masters di Shanghai contro Melzer e Paes per 7-5, 4-6, [10-5], e al Vienna Open contro Nestor e Zimonjic per 7-5, 3-6, [10-5].
Mahesh Bhupathi e Maks Mirny raggiunto quattro finali nei tornei della categoria Masters 1000 perdendo in tre occasioni. Al Miami Open hanno perso contro Dlouhý e Paes per 6-2, 7-5, al Monte-Carlo Masters contro Nestor e Zimonjic a causa del ritiro sul punteggio di 6-3, 2-0, e al Cincinnati Masters contro i Bryan per 6-3, 6-4. Al Paris Masters 2010 hanno vinto il loro unico titolo dell'anno, battendo 7-5, 7-5 Ram e Knowles. Essi hanno anche raggiunto la finale del Valencia Open 500, dove sono stati battuti dai fratelli Murray per 7–6(8), 5-7, [10-7].
Il 13 novembre, Wesley Moodie e Dick Norman hanno preso l'ultimo posto dopo che Frantisek Cermak e Michal Mertinak sono stati sconfitti da Mahesh Bhupati e Maks Mirny.
Wesley Moodie e Dick Norman insieme non hanno raggiunto nessuna finale quest'anno. Moodies ha raggiunto la finale degli U.S. Men's Clay Court Championships con Stephen Huss perdendo contro i Bryan per 6-3, 7-5. La loro migliore performance è stata il raggiungimento della semifinale nell'Open di Francia e nel Torneo di Wimbledon.

## Testa a testa

### ATP World Tour Finals 2010 – Singolare
|   |                 | Nadal | Federer | Đoković | Söderling | Murray | Berdych | Ferrer | Roddick | Totale |
| 1 | Rafael Nadal    |       | 14–7    | 15–7    | 5–2       | 8–4    | 8–3     | 11–3   | 5–3     | 66–29  |
| 2 | Roger Federer   | 7–14  |         | 12–6    | 14–1      | 5–8    | 9–3     | 10–0   | 20–2    | 77–34  |
| 3 | Novak Đoković   | 7–15  | 6–12    |         | 5–1       | 4–3    | 3–1     | 5–4    | 2–5     | 32–41  |
| 4 | Robin Söderling | 2–5   | 1–14    | 1–5     |           | 2–2    | 6–3     | 8–4    | 3–2     | 23–35  |
| 5 | Andy Murray     | 4–8   | 8–5     | 3–4     | 2–2       |        | 1–2     | 1–3    | 6–3     | 25–27  |
| 6 | Tomáš Berdych   | 3–8   | 3–9     | 1–3     | 3–6       | 2–1    |         | 2–5    | 2–6     | 16–38  |
| 7 | David Ferrer    | 3–11  | 0–10    | 4–5     | 4–8       | 3–1    | 5–2     |        | 4–3     | 23–40  |
| 8 | Andy Roddick    | 3–5   | 2–20    | 5–2     | 2–3       | 3–6    | 6–2     | 3–4    |         | 24–42  |

### ATP World Tour Finals 2010 – Doppio
|   |                                        | Bryan | Nestor Zimonjić | Bhupathi Mirnyi | Dlouhý Paes | Kubot Marach | Fyrstenberg Matkowski | Moodie Norman | Melzer Petzschner | Totale |
| 1 | Bob Bryan / Mike Bryan                 |       | 6–8             | 3–4             | 4–1         | 6–0          | 10–5                  | 4–2           | 1–0               | 34-20  |
| 2 | Daniel Nestor / Nenad Zimonjić         | 8–6   |                 | 1–1             | 7–1         | 3–1          | 7–5                   | 3–0           | 0–0               | 29-14  |
| 3 | Mahesh Bhupathi / Maks Mirny           | 4–3   | 1–1             |                 | 0–1         | 2–1          | 3–0                   | 0–0           | 1–0               | 11-6   |
| 4 | Lukáš Dlouhý / Leander Paes            | 1–4   | 1–7             | 1–0             |             | 0–2          | 2–2                   | 2–0           | 1–0               | 8-15   |
| 5 | Łukasz Kubot / Oliver Marach           | 0–6   | 1–3             | 1–2             | 2–0         |              | 1–3                   | 1–1           | 0–0               | 6-15   |
| 6 | Mariusz Fyrstenberg / Marcin Matkowski | 5–10  | 5–7             | 0–3             | 2–2         | 3–1          |                       | 0–1           | 0–0               | 15-24  |
| 7 | Wesley Moodie / Dick Norman            | 2–4   | 0–3             | 0–0             | 0–2         | 1–1          | 1–0                   |               | 1–1               | 5-11   |
| 8 | Jürgen Melzer / Philipp Petzschner     | 0–1   | 0–0             | 0–1             | 0–1         | 0–0          | 0–0                   | 1–1           |                   | 1-4    |

## Montepremi e punti
Il montepremi totale del torneo è di 5 milioni di dollari
| Turneo                   | Singolare | Doppio1   | Punti |
| ------------------------ | --------- | --------- | ----- |
| Campione                 | +770 000$ | +125 000$ | +500  |
| Finalista                | +380 000$ | +30 000$  | +400  |
| Round Robin (3 vittorie) | 480 000$2 | 122 500$  | 600   |
| Round Robin (2 vittorie) | 360 000$2 | 100 000$  | 400   |
| Round Robin (1 vittoria) | 240 000$2 | 87 500$   | 200   |
| Round Robin (0 vittorie) | 120 000$2 | 65 000$   | 0     |
| Alternative              | 70 000$   | 25 000$   | –     |

- 1Montepremi per tutta la squadra.

## Round Robin

### Giorno 1: 21 novembre
Nel primo match del gruppo B lo scozzese Andy Murray ha battuto lo svedese Robin Söderling in 3 set col punteggio di 6-2, 6-4. Lo svizzero Roger Federer ha sconfitto per 6-1 6-4 lo spagnolo David Ferrer alla sua seconda apparizione nel Masters di fine anno.
| Incontri nella O2 arena | Incontri nella O2 arena                      | Incontri nella O2 arena                  | Incontri nella O2 arena |
| Gruppo | Vincitore                                    | Perdente                                 | Punteggio               |
| --- | -------------------------------------------- | ---------------------------------------- | ----------------------- |
| Gruppo A Doppio | Bob Bryan [1] Mike Bryan [1]                 | Jürgen Melzer [8] Philipp Petzschner [8] | 6-3, 7-5                |
| Gruppo B Singolare | Andy Murray [5]                              | Robin Söderling [4]                      | 6-2, 6-4                |
| Gruppo A Doppio | Mariusz Fyrstenberg [6] Marcin Matkowski [6] | Lukáš Dlouhý [4] Leander Paes [4]        | 6-3, 7-63               |
| Gruppo B Singolare | Roger Federer [2]                            | David Ferrer [7]                         | 6–1, 6–4                |
| Il 1º match è iniziato alle 12:15 GMT, il 2º non prima delle 14:00 GMT, il 3º non prima delle 18:15 GMT e il 4º non prima delle 20:00 GMT |                                              |                                          |                         |

### Giorno 2: 22 novembre
Il serbo Novak Đoković ha battuto per 6-3, 6-3, il ceco Tomáš Berdych. Lo spagnolo Rafael Nadal ha sconfitto per 3-6, 7–6(5), 6-4 lo statunitense Andy Roddick.
| Incontri nella O2 arena | Incontri nella O2 arena              | Incontri nella O2 arena            | Incontri nella O2 arena |
| Gruppo | Vincitore                            | Perdente                           | Punteggio               |
| --- | ------------------------------------ | ---------------------------------- | ----------------------- |
| Gruppo B Doppio | Mahesh Bhupathi [4] Maks Mirny [4]   | Łukasz Kubot [5] Oliver Marach [5] | 7-62, 6-4               |
| Gruppo A Singolare | Novak Đoković [3]                    | Tomáš Berdych [6]                  | 6-3, 6-3                |
| Gruppo B Doppio | Daniel Nestor [2] Nenad Zimonjić [2] | Wesley Moodie [8] Dick Norman [8]  | 6-1, 6-2                |
| Gruppo A Singolare | Rafael Nadal [1]                     | Andy Roddick [8]                   | 3-6, 7-65, 6-4          |
| Il 1º match è iniziato alle 12:15 GMT, il 2º non prima delle 14:00 GMT, il 3º non prima delle 18:15 GMT e il 4º non prima delle 20:00 GMT |                                      |                                    |                         |

### Giorno 3: 23 novembre
Lo svizzero Roger Federer ha sconfitto per 6-4 6-2 lo scozzese Andy Murray. Lo svedese Robin Söderling ha sconfitto lo spagnolo David Ferrer per 7-5, 7-5.
| Incontri nella O2 arena | Incontri nella O2 arena                  | Incontri nella O2 arena       | Incontri nella O2 arena |
| Gruppo | Vincitore                                | Perdente                      | Punteggio               |
| --- | ---------------------------------------- | ----------------------------- | ----------------------- |
| Gruppo A Doppio | Jürgen Melzer [7] Philipp Petzschner [7] | Lukáš Dlouhý Leander Paes [3] | 7-69, 4-6, [10-8]       |
| Gruppo B Singolare | Roger Federer [2]                        | Andy Murray [5]               | 6-4, 6-2                |
| Gruppo A Doppio | Mariusz Fyrstenberg Marcin Matkowski [6] | Bob Bryan Mike Bryan [1]      | 2–6, 7–64, [10–8]       |
| Gruppo B Singolare | Robin Söderling [4]                      | David Ferrer [7]              | 7–5, 7–5                |
| Il 1º match è iniziato alle 12:15 GMT, il 2º non prima delle 14:00 GMT, il 3º non prima delle 18:15 GMT e il 4º non prima delle 20:00 GMT |                                          |                               |                         |

### Giorno 4: 24 novembre
Il ceco Tomáš Berdych ha battuto lo statunitense Andy Roddick con il punteggio di 7-5, 6-3. Lo spagnolo Rafael Nadal ha battuto per 7-5, 6-2 il serbo Novak Đoković.
| Incontri nella O2 arena | Incontri nella O2 arena          | Incontri nella O2 arena        | Incontri nella O2 arena |
| Gruppo | Vincitore                        | Perdente                       | Punteggio               |
| --- | -------------------------------- | ------------------------------ | ----------------------- |
| Gruppo B Doppio | Wesley Moodie Dick Norman [8]    | Łukasz Kubot Oliver Marach [5] | 6–1, 6–3                |
| Gruppo A Singolare | Tomáš Berdych [6]                | Andy Roddick [8]               | 7–5, 6–3                |
| Gruppo B Doppio | Daniel Nestor Nenad Zimonjić [2] | Mahesh Bhupathi Maks Mirny [4] | 7–65, 7–6(1)            |
| Gruppo A Singolare | Rafael Nadal [1]                 | Novak Đoković [3]              | 7-5, 6-3                |
| Il 1º match è iniziato alle 12:15 GMT, il 2º non prima delle 14:00 GMT, il 3º non prima delle 18:15 GMT e il 4º non prima delle 20:00 GMT |                                  |                                |                         |

### Giorno 5: 25 novembre

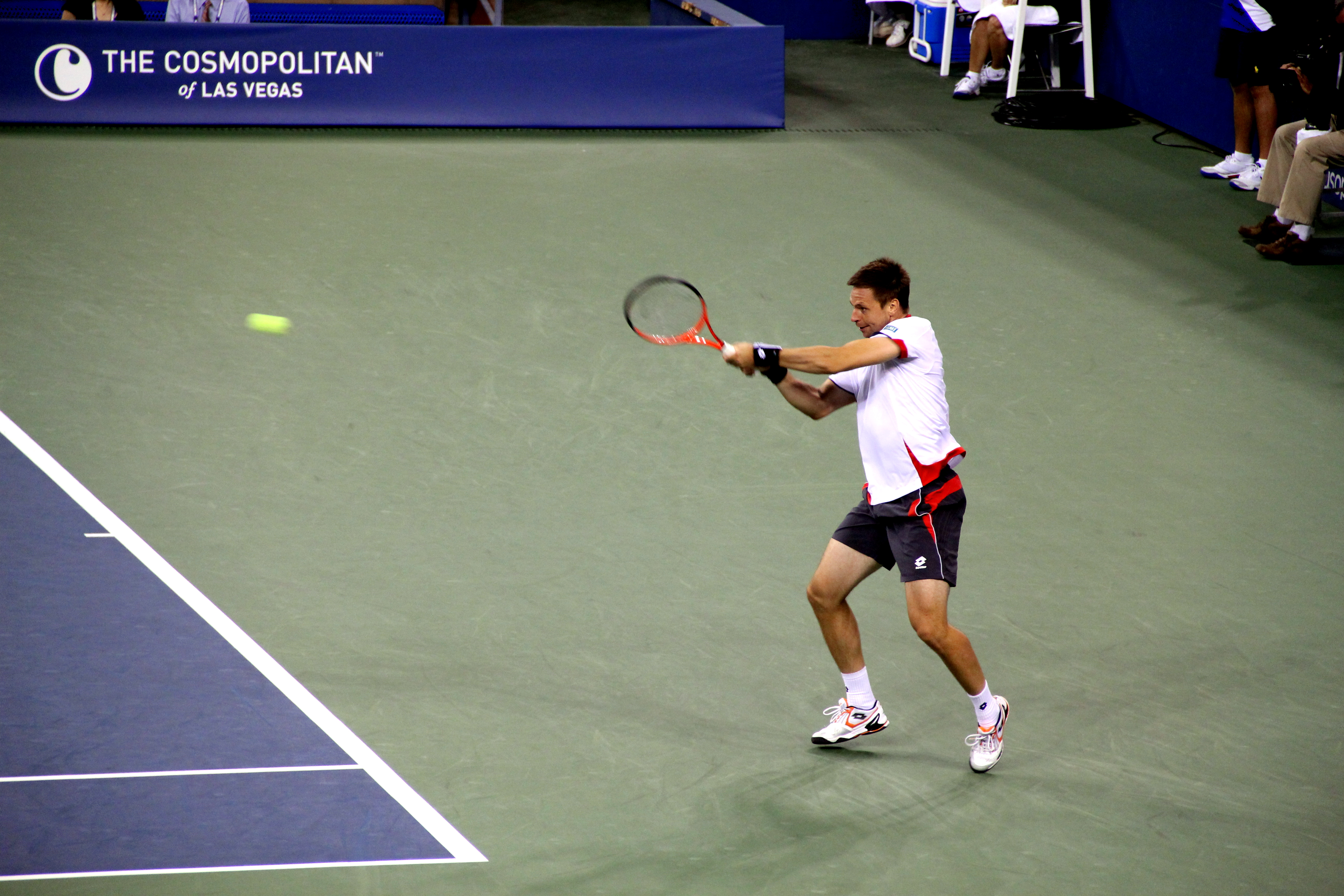
Robin Söderling ha raggiunto il suo best ranking nel 2010

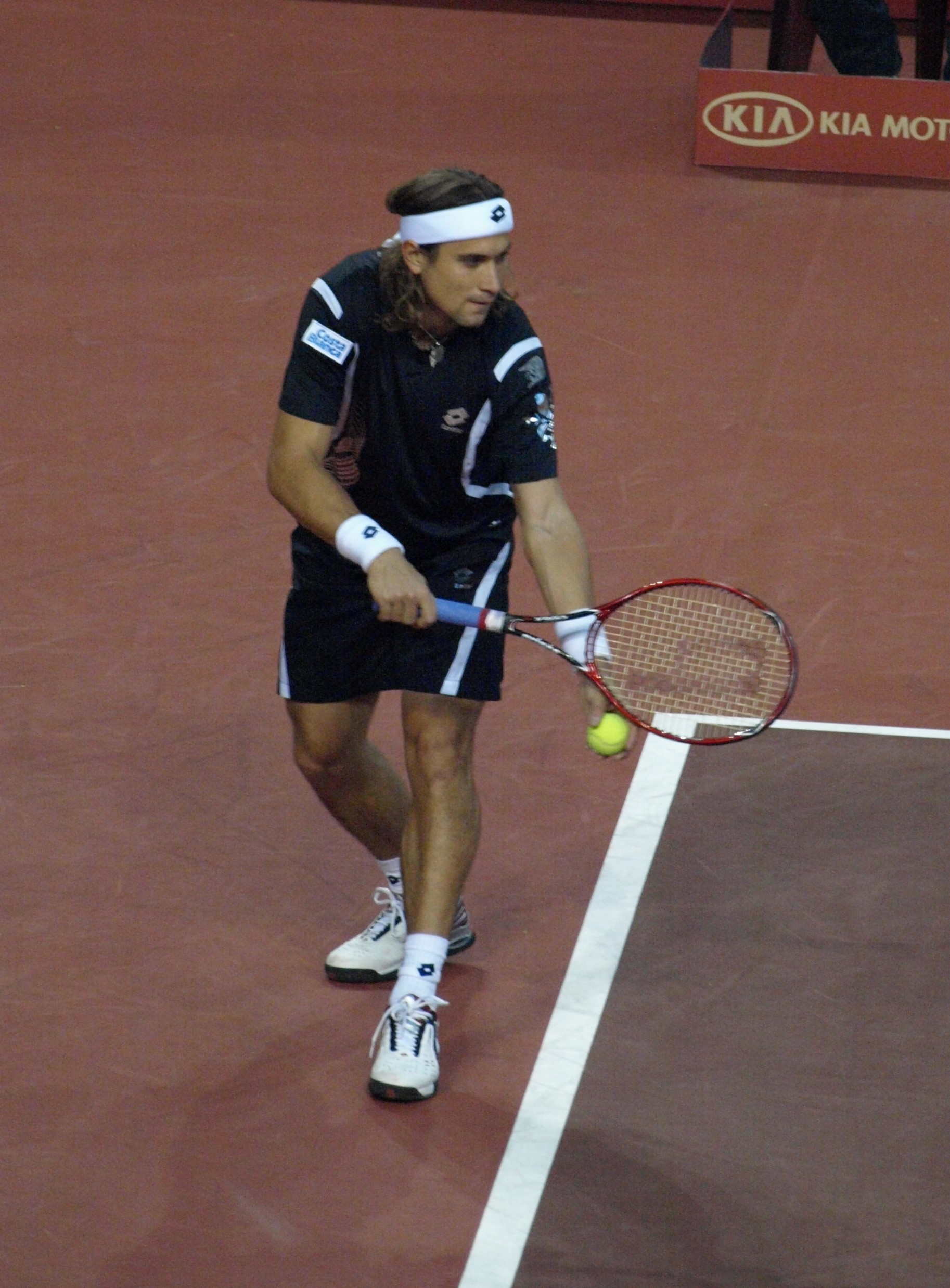
David Ferrer ha perso tutte le partite del round robin

Lo svizzero Roger Federer ha vinto per 7–6(5), 6-3 contro lo svedese Robin Söderling. Andy Murray ha battuto David Ferrer sconfitto per 6-2, 6-2.
| Incontri nella O2 arena | Incontri nella O2 arena                  | Incontri nella O2 arena              | Incontri nella O2 arena |
| Gruppo | Vincitore                                | Perdente                             | Punteggio               |
| --- | ---------------------------------------- | ------------------------------------ | ----------------------- |
| Gruppo A Doppio | Bob Bryan Mike Bryan [1]                 | Lukáš Dlouhý Leander Paes [3]        | 6–3, 6–4                |
| Gruppo B Singolare | Roger Federer [2]                        | Robin Söderling [4]                  | 7–65, 6–3               |
| Gruppo A Doppio | Mariusz Fyrstenberg Marcin Matkowski [6] | Jürgen Melzer Philipp Petzschner [7] | 6–3, 7–67               |
| Gruppo B Singolare | Andy Murray [5]                          | David Ferrer [7]                     | 6–2, 6–2                |
| Il 1º match è iniziato alle 12:15 GMT, il 2º non prima delle 14:00 GMT, il 3º non prima delle 18:15 GMT e il 4º non prima delle 20:00 GMT |                                          |                                      |                         |

### Giorno 6: 26 novembre

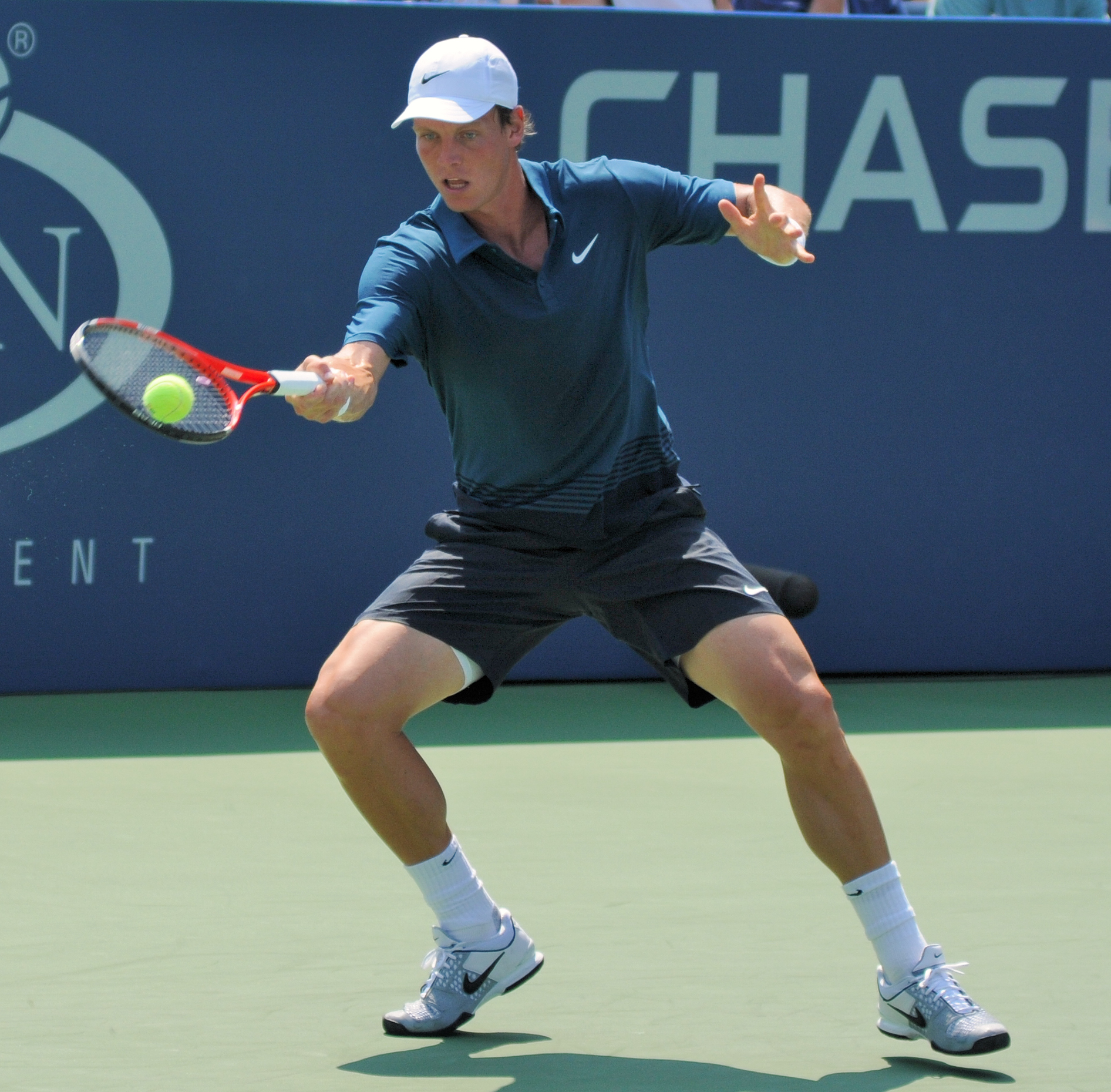
Tomáš Berdych eliminato nel round robin

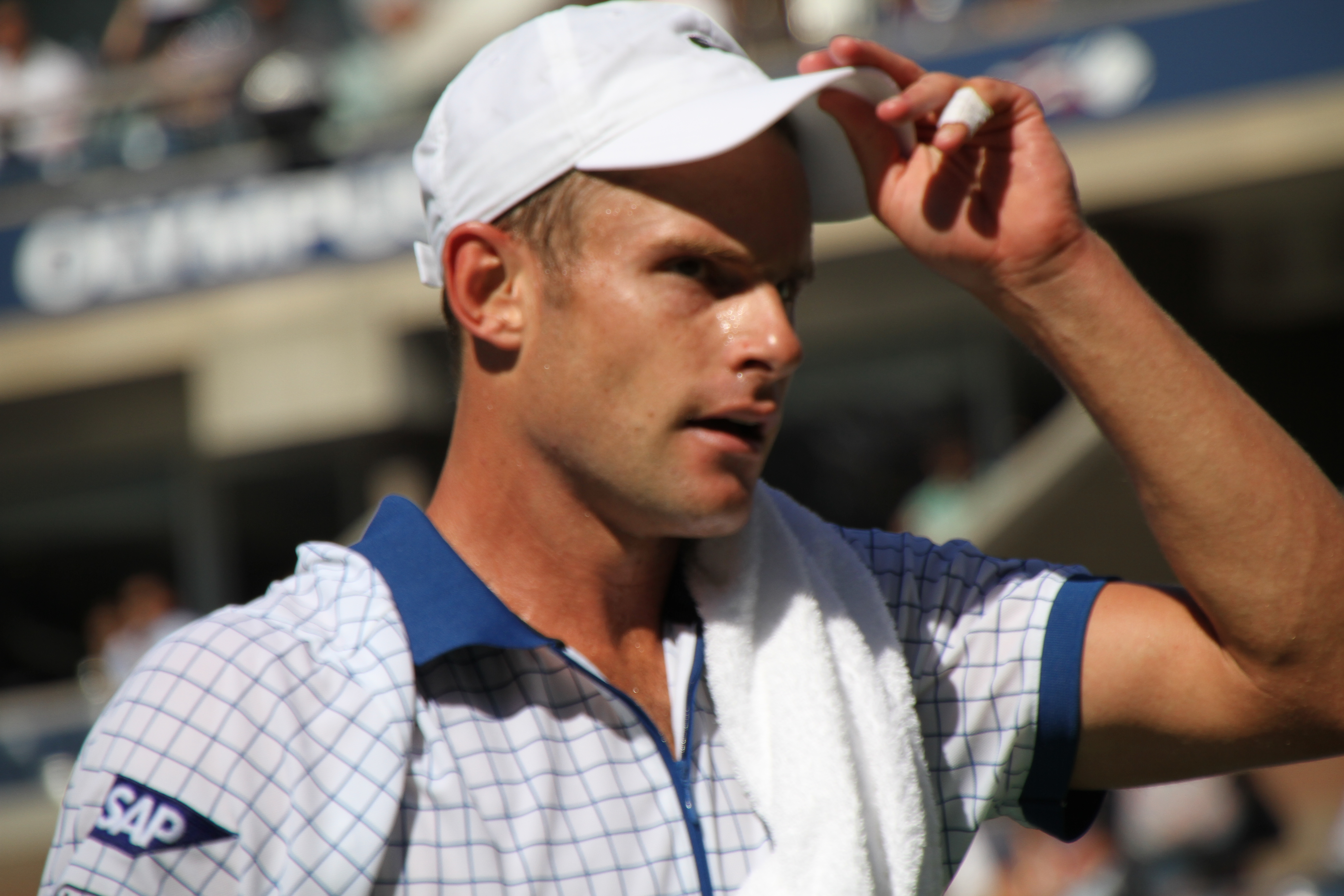
Andy Roddick ha perso tutti gli incontri del round robin

Lo spagnolo Rafael Nadal ha avuto la meglio sul ceco Tomáš Berdych sconfitto con il punteggio di 7–6(3) 6-1. Il serbo Novak Đoković ha sconfitto l'americano Andy Roddick per 6-2 6-3.
| Incontri nella O2 arena | Incontri nella O2 arena        | Incontri nella O2 arena          | Incontri nella O2 arena |
| Gruppo | Vincitore                      | Perdente                         | Punteggio               |
| --- | ------------------------------ | -------------------------------- | ----------------------- |
| Gruppo B Doppio | Łukasz Kubot Oliver Marach [5] | Daniel Nestor Nenad Zimonjić [2] | 6–0, 1–6, [10–6]        |
| Gruppo A Singolare | Rafael Nadal [1]               | Tomáš Berdych [6]                | 7–6(3), 6–1             |
| Gruppo B Doppio | Mahesh Bhupathi Maks Mirny [4] | Wesley Moodie Dick Norman [8]    | 6'–4, 6–4               |
| Gruppo A Singolare | Novak Đoković [3]              | Andy Roddick [8]                 | 6–2, 6–3                |
| Il 1º match è iniziato alle 12:15 GMT, il 2º non prima delle 14:00 GMT, il 3º non prima delle 18:15 GMT e il 4º non prima delle 20:00 GMT |                                |                                  |                         |

### Giorno 7: 27 novembre

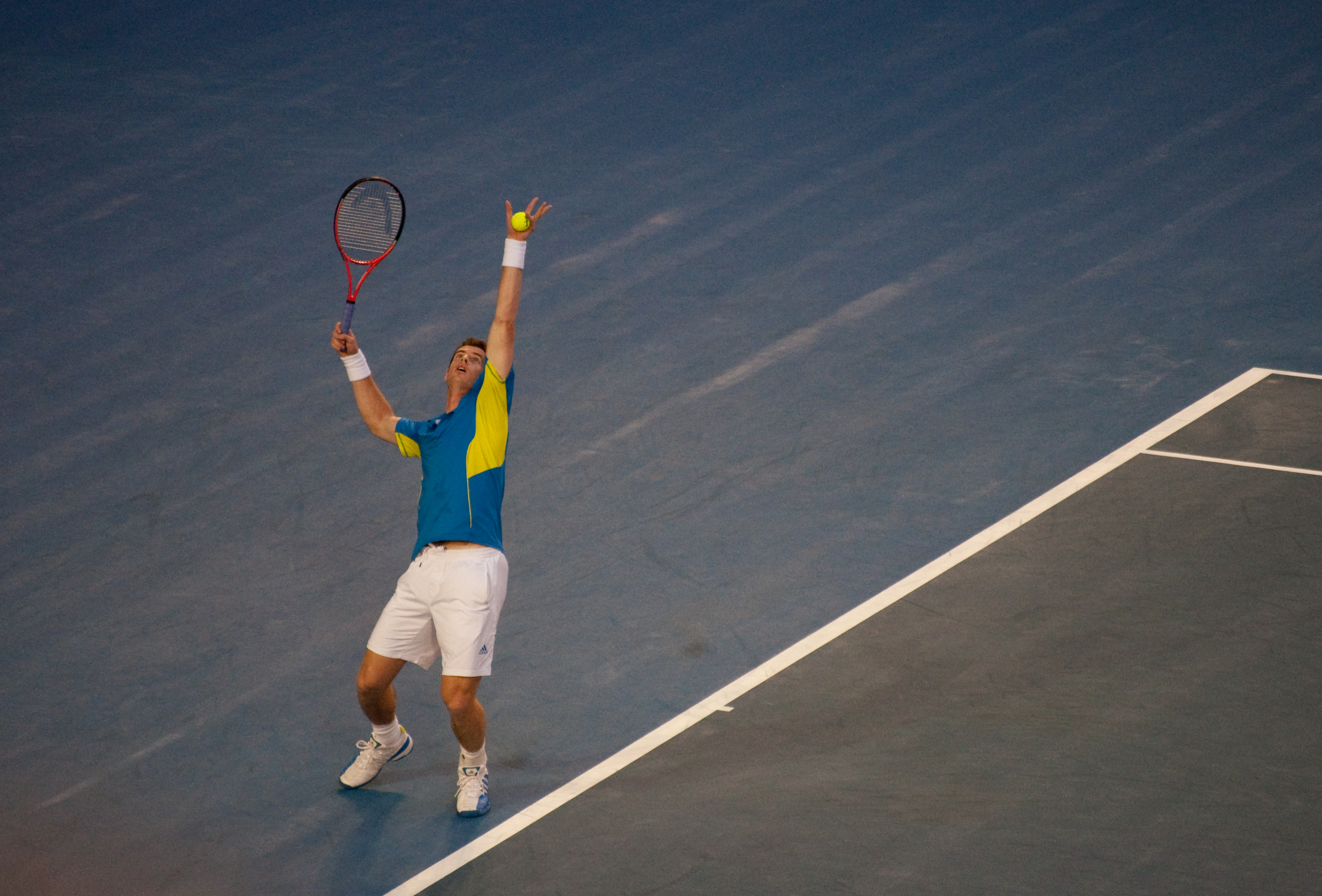
Andy Murray ha perso contro Rafael Nadal in semifinale

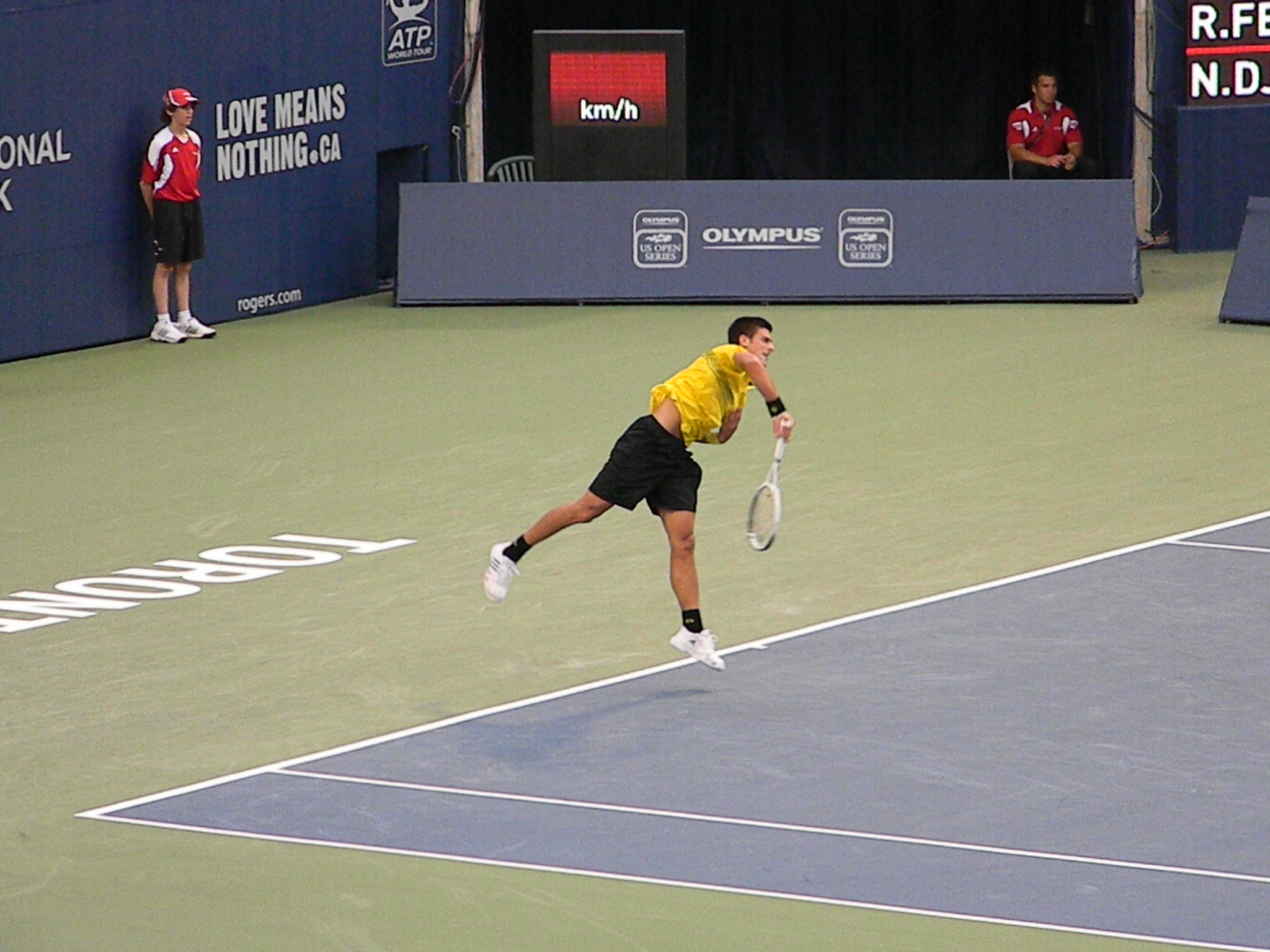
Novak Đoković ha perso contro Roger Federer

Il maiorchino Rafael Nadal ha battuto lo scozzese Andy Murray con il punteggio di 7–6(5), 3–6, 7–6(6).
Nella seconda semifinale lo svizzero Roger Federer ha battuto il serbo Novak Đoković concedendo 5 game e vincendo per 6–1, 6–4.
| Incontri nella O2 arena | Incontri nella O2 arena          | Incontri nella O2 arena                  | Incontri nella O2 arena |
| Gruppo | Vincitore                        | Perdente                                 | Punteggio               |
| --- | -------------------------------- | ---------------------------------------- | ----------------------- |
| Semifinali Doppio | Daniel Nestor Nenad Zimonjić [2] | Bob Bryan Mike Bryan [1]                 | 6–3, 3–6, [12–10]       |
| Semifinali Singolare | Rafael Nadal [1]                 | Andy Murray [5]                          | 7–6(5), 3–6, 7–6(6)     |
| Semifinali Doppio | Mahesh Bhupathi Maks Mirny [4]   | Mariusz Fyrstenberg Marcin Matkowski [6] | 6–4, 6–4                |
| Semifinali Singolare | Roger Federer [2]                | Novak Đoković [3]                        | 6–1, 6–4                |
| Il 1º match è iniziato alle 12:15 GMT, il 2º non prima delle 14:00 GMT, il 3º non prima delle 18:15 GMT e il 4º non prima delle 20:00 GMT |                                  |                                          |                         |

### Giorno 8: 28 novembre

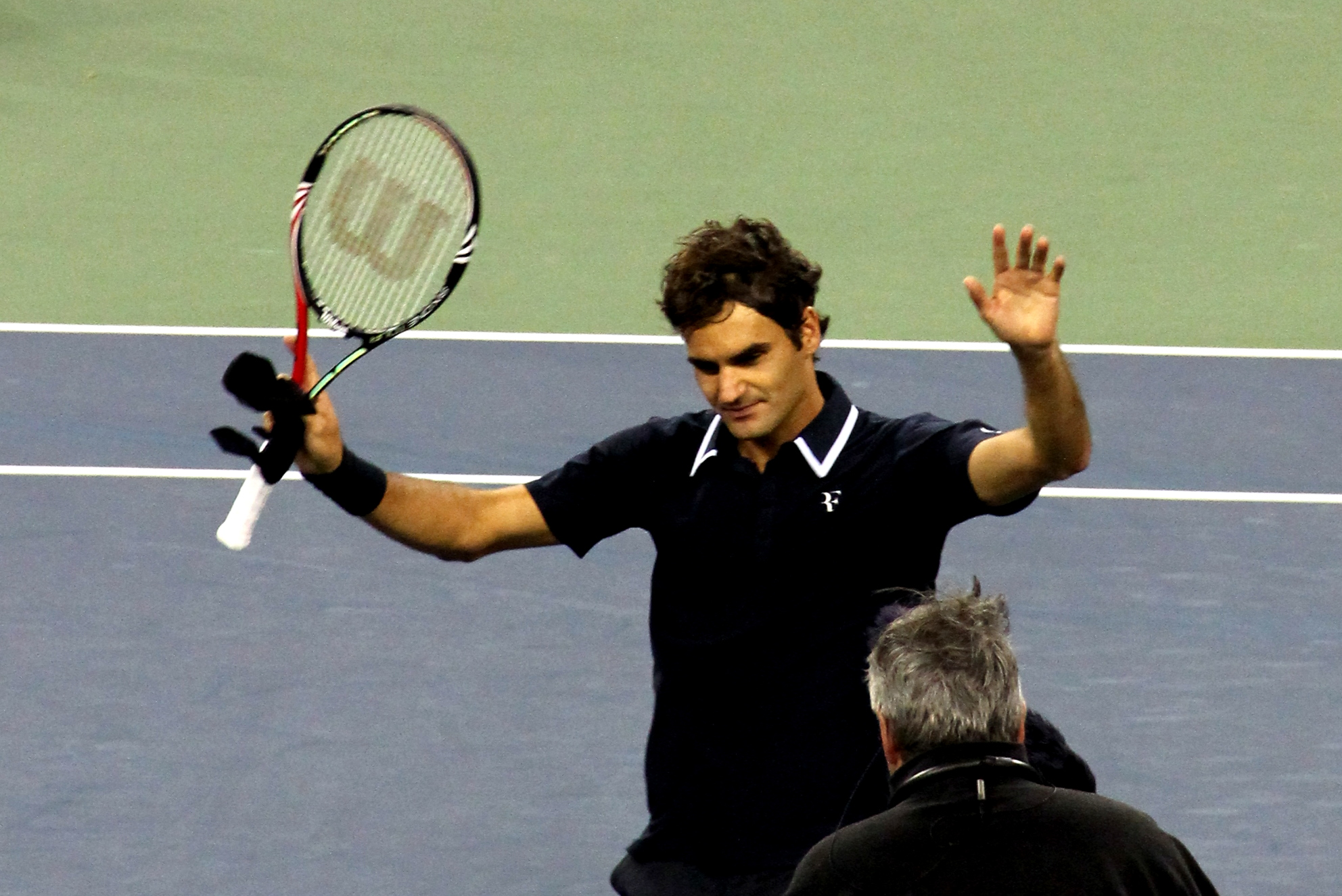
Roger Federer ha vinto il suo 5º Masters della carriera

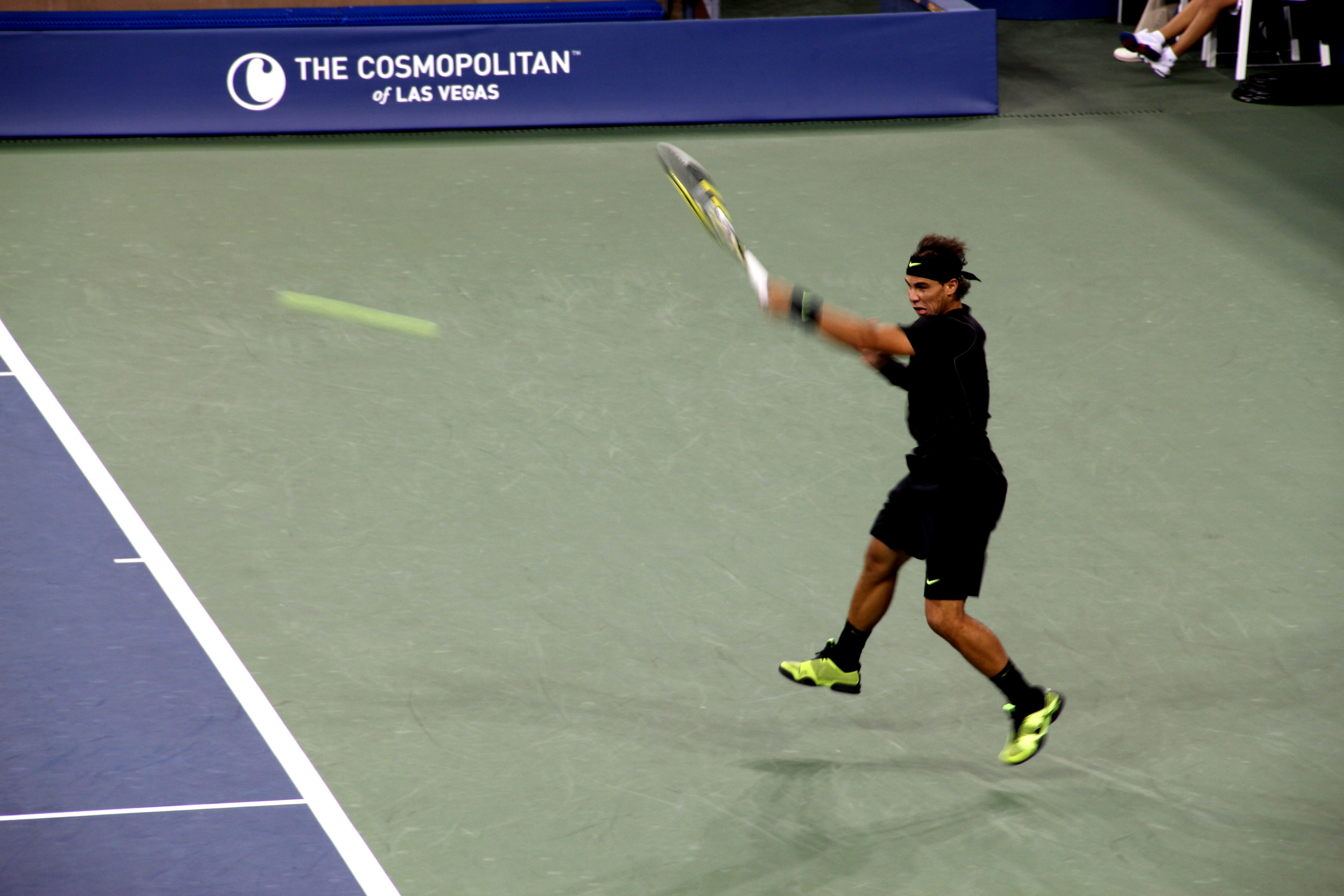
Rafael Nadal è stato battuto in finale da Roger Federer

Lo svizzero Roger Federer ha vinto il suo quinto Masters di fine anno battendo in finale Rafael Nadal con il punteggio di 6-3, 3-6, 6-1.
| Incontri nella O2 arena                                                | Incontri nella O2 arena          | Incontri nella O2 arena        | Incontri nella O2 arena |
| Gruppo                                                                 | Vincitore                        | Perdente                       | Punteggio               |
| ---------------------------------------------------------------------- | -------------------------------- | ------------------------------ | ----------------------- |
| Finale Doppio                                                          | Daniel Nestor Nenad Zimonjić [2] | Mahesh Bhupathi Maks Mirny [4] | 7–6(6), 6–4             |
| Finale Singolare                                                       | Roger Federer [2]                | Rafael Nadal [1]               | 6–3, 3–6, 6–1           |
| Il 1º match è iniziato alle 15:30 GMT, il 2º non prima delle 17:30 GMT |                                  |                                |                         |

## Campioni

### Singolare
|  | Semifinali | Semifinali    | Semifinali    | Semifinali | Semifinali |  |  | Finale | Finale        | Finale | Finale | Finale |  |
|  |            |               |               |            |            |  |  |        |               |        |        |        |  |
|  | 1          | Rafael Nadal  | 7             | 3          | 7          |  |  |        |               |        |        |        |  |
|  | 5          | Andy Murray   | 65            | 6          | 6          |  |  | 1      | Rafael Nadal  | 3      | 6      | 1      |  |
|  | 2          | Roger Federer | Roger Federer | 6          | 6          |  |  | 2      | Roger Federer | 6      | 3      | 6      |  |
|  | 3          | Novak Đoković | Novak Đoković | 1          | 4          |  |  |        |               |        |        |        |  |

### Doppio
|  | Semifinali | Semifinali                           | Semifinali                           | Semifinali | Semifinali |  |  | Finale | Finale                       | Finale                       | Finale | Finale |  |
|  |            |                                      |                                      |            |            |  |  |        |                              |                              |        |        |  |
|  | 6          | Mariusz Fyrstenberg Marcin Matkowski | Mariusz Fyrstenberg Marcin Matkowski | 4          | 4          |  |  |        |                              |                              |        |        |  |
|  | 3          | Mahesh Bhupathi Maks Mirny           | Mahesh Bhupathi Maks Mirny           | 6          | 6          |  |  | 3      | Mahesh Bhupathi Maks Mirny   | Mahesh Bhupathi Maks Mirny   | 68     | 4      |  |
|  | 2          | Daniel Nestor Nenad Zimonjić         | 6                                    | 3          | 12         |  |  | 2      | Daniel Nestor Nenad Zimonjić | Daniel Nestor Nenad Zimonjić | 7      | 6      |  |
|  | 1          | Bob Bryan Mike Bryan                 | 3                                    | 6          | 10         |  |  |        |                              |                              |        |        |  |